# Kokaram
Kokaram (auch: Kokoram) ist ein Dorf in der Stadtgemeinde Tanout in Niger.

## Geographie
Das Dorf befindet sich rund 30 Kilometer östlich des urbanen Zentrums der Gemeinde Tanout, die zum gleichnamigen Departement Tanout in der Region Zinder gehört. Zu den Siedlungen in der näheren Umgebung von Kokaram zählen Garin Marma im Nordwesten und Djadjidouna im Südwesten.
Kokaram ist Teil der Übergangszone zwischen Sahara und Sahel. Die durchschnittliche jährliche Niederschlagsmenge beträgt hier zwischen 200 und 300 mm.

## Bevölkerung
Bei der Volkszählung 2012 hatte Kokaram 2507 Einwohner, die in 394 Haushalten lebten. Bei der Volkszählung 2001 betrug die Einwohnerzahl 1328 in 261 Haushalten und bei der Volkszählung 1988 belief sich die Einwohnerzahl auf 849 in 227 Haushalten.
In der Siedlung leben Angehörige der Ethnie der Beriberi. Es wird die Sprache Kanuri gesprochen. Die Bevölkerungsdichte in diesem Gebiet ist mit 10 bis 20 Einwohnern je Quadratkilometer relativ gering.

## Wirtschaft und Infrastruktur
Die Bevölkerung bestreitet ihren Lebensunterhalt hauptsächlich durch Ackerbau. Die Siedlung liegt in einem Gebiet des Übergangs zwischen der Naturweidewirtschaft des Nordens und dem Ackerbau des Südens, was zu Landnutzungskonflikten führt. In Kokaram wird ein Wochenmarkt abgehalten. Der Markttag ist Mittwoch. Eine Getreidebank wurde in den 1980er Jahren etabliert. Mit einem Centre de Santé Intégré (CSI) ist ein Gesundheitszentrum vorhanden. Es gibt eine Schule. Das nigrische Unterrichtsministerium richtete 1996 gemeinsam mit dem Welternährungsprogramm der Vereinten Nationen zahlreiche Schulkantinen in von Ernährungsunsicherheit betroffenen Zonen ein, darunter eine für Nomadenkinder in Kokaram.